# Габриадзе, Григорий Иванович
 Григорий Иванович Габриа́дзе (1917—1944) — участник Великой Отечественной войны, командир роты 1168-го стрелкового полка 346-й стрелковой дивизии 51-й армии 4-го Украинского фронта, Герой Советского Союза.

## Биография
Родился в 1917 году в селе Дзукнури, ныне — город Ткибули, Грузия,, в крестьянской семье.
Образование среднее. Мобилизован в Красную Армию в 1939 году. С июня 1941 года — в действующей армии. В 1943 окончил военное пехотное училище. В звании старшего лейтенанта был назначен командиром роты. В апреле 1944 года умело управлял подразделением в наступательных боях в окрестностях Севастополя. Получив задачу овладеть господствующей высотой, 18 апреля Григорий Габриадзе и два бойца под покровом темноты прокрались к немецким позициям, выяснили расположение пулемётных точек и уничтожили их. Затем рота штурмом овладела высотой, при этом огнём и в рукопашном бою уничтожила множество солдат и офицеров противника, захватила 2 орудия, 5 пулемётов. 19 апреля 1944 года Григорий Габриадзе под артиллерийским огнём поднял бойцов в атаку. В бою был смертельно ранен.
Похоронен в селе Фруктовое Севастопольского горсовета Крыма.

## Награды
24 марта 1945 года Указом Президиума Верховного Совета СССР Г. И. Габриадзе было посмертно присвоено звание Героя Советского Союза с вручением ордена Ленина и медали «Золотая Звезда».

## Память
В Ткибули именем Григория Габриадзе названы улица, школа, в которой он учился, во дворе школы установлен памятник.